# Tina Baz
Tina Baz (* 1970 in Beirut, Libanon) ist eine französisch-libanesische Filmeditorin. 2021 gewann sie für den besten Schnitt für Jugend (Adolescentes) den César.

## Beruflicher Werdegang
Tina Baz studierte Filmwissenschaft an der École Supérieure de Réalisation Audiovisuelle (ESRA) und an der Sorbonne in Paris. 1992 machte sie ihren Abschluss. Praktische Erfahrung erwarb sie zunächst beim libanesischen Filmemacher Maroun Baghdadi. Von 1992 bis 1998 war sie Assistentin des Filmeditors Luc Barnier. 1993 war sie für das Skript beim ersten Spielfilm des libanesischen Regisseurs Jean-Claude Codsi zuständig, Histoire d’un retour (Ana el Awan). In der Folgezeit war sie in Paris an zahlreichen Filmprojekten aus den Bereichen Spielfilm, Dokumentarfilm, Kurzfilm, künstlerische Videos und Fernsehserien als Editorin beteiligt.
Häufig arbeitete sie mit Filmschaffenden aus dem arabischen Kulturkreis wie Joana Hadjithomas und Khalil Joreige (Lebanese Rocket Society) oder Ziad Doueiri, aber etwa auch mit Hany Abu-Assad aus Palästina und Ismaël Ferroukhi und Abdellatif Kechiche bei seinem preisgekrönten Erstlingsfilm Voltaire ist schuld (2000). Auch mit französischen Regisseuren wie Christophe Ruggia und Jean-Pierre Limosin setzte sie Filmprojekte um. Mehrmals war sie in einem Filmteam mit der Regisseurin Naomi Kawase, etwa bei den Filmen Hanezu, Still the Water und Kirschblüten und rote Bohnen, sowie mit Sébastien Lifshitz, unter anderem bei Bambi (2013) und Jugend (2019).
Tina Baz hat bisher etwa 70 Filme editiert (Stand: Juni 2021).

## Filmografie (Auswahl)
- 2000: Voltaire ist schuld (La faute à Voltaire)
- 2004: Die große Reise (Le grand voyage)
- 2005/2006: A Perfect Day
- 2007: Der Fluchtpunkt (Ce que mes yeux ont vu)
- 2007: Young Yakuza
- 2007: San Taam (Mad Detective)
- 2009: Die Schachspielerin (Joueuse)
- 2011: Nachts in Tanger (Sur la planche)
- 2011: Hanezu
- 2012: Elena
- 2013: Bambi; Regie: Sébastien Lifshitz
- 2014: Still the Water
- 2015: Kirschblüten und rote Bohnen (あん, An)
- 2015: Ich wünsche dir ein schönes Leben (Je vous souhaite d’être follement aimée)
- 2017: Une vie ailleurs
- 2017: Radiance
- 2019: Am Rande der Demokratie (Democracia em Vertigem)
- 2019: Jugend (Adolescentes) (Dokumentarfilm; Regie: Sébastien Lifshitz)
- 2020: True Mothers
- 2021: Memory Box
- 2021: Die Welt wird eine andere sein
- 2021: Tokio bebt (Tokyo Shaking)
- 2022: Casa Susanna (Dokumentarfilm)
- 2023: Die Bonnards – Malen und lieben (Bonnard, Pierre et Marthe)
- 2025: All That’s Left of You

## Auszeichnungen (Auswahl)
- 2008: Nominierung für den besten Schnitt bei den Hong Kong Film Award für San Taam (Mad Detective) (2007)
- 2012: Auszeichnung mit dem Preis der Jury beim Brazilia Festival of Brazilian Cinema für den besten Schnitt bei einem Dokumentarfilm für Elena
- 2013: Auszeichnung für den besten Schnitt beim Maringa Film Festival, Brasilien, für Elena
- 2014: Auszeichnung mit dem Cinema Brazil Grand Prize für den besten Schnitt bei einem Dokumentarfilm für Elena
- 2021: César für den besten Schnitt für Jugend (Adolescentes)
- 2021: Einladung zur Berlinale für Memory Box